# Jessica Simpson

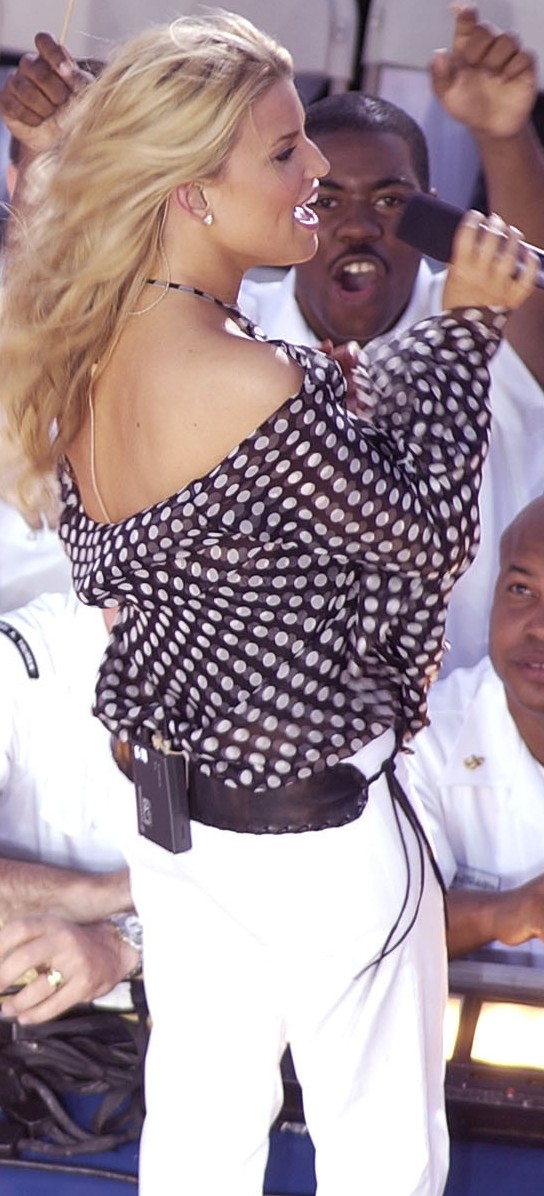
Jessica Simpson

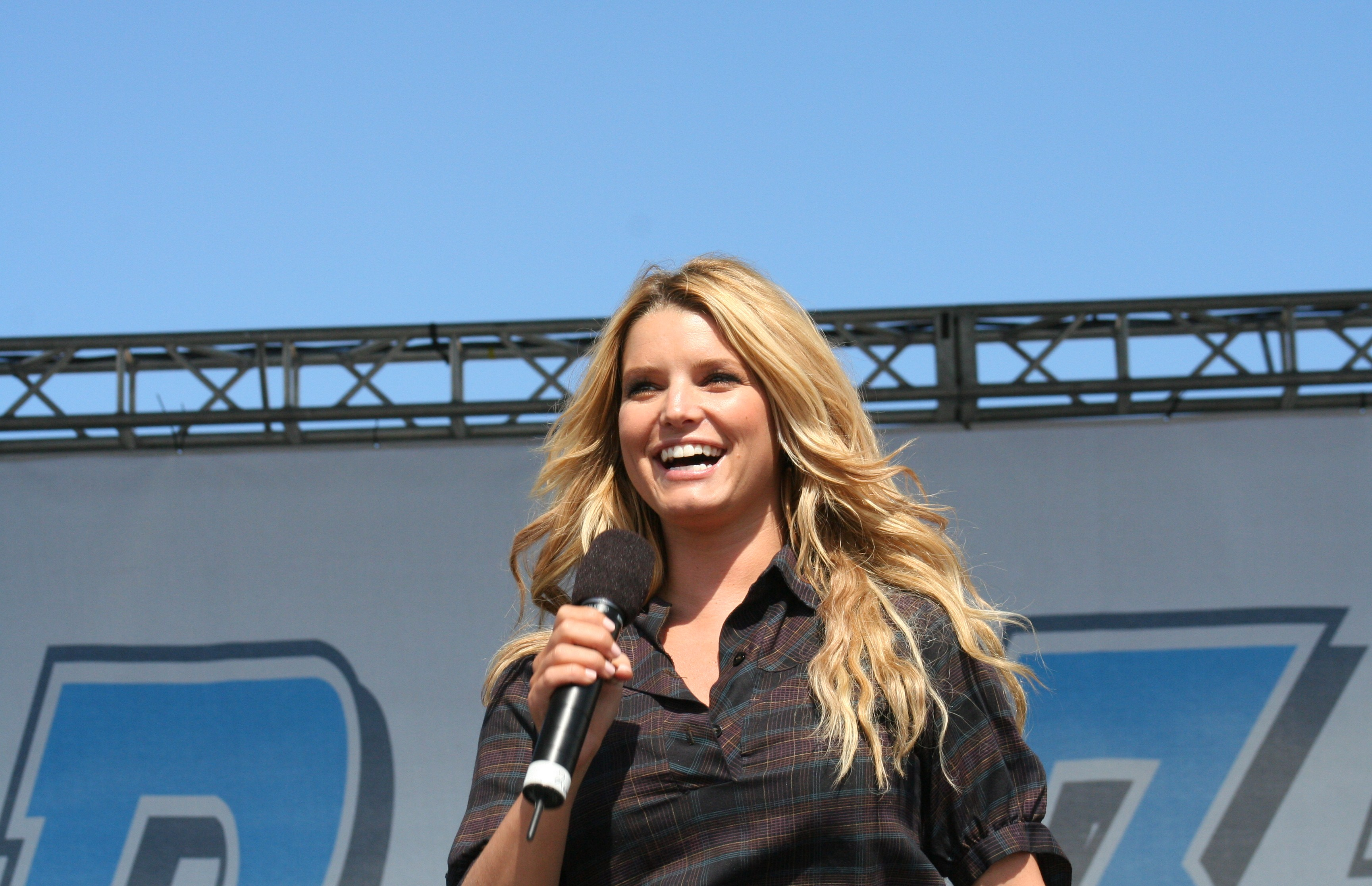
Jessica Simpson, juni 2008

Jessica Ann Simpson, född 10 juli 1980 i Abilene i Texas i USA, är en amerikansk popsångare och skådespelare. Hon slog igenom 1999 och har hittills två guld- och tre multiplatinacertifierade musikalbum. Hon är även känd från dokusåpan Newlyweds.

## Biografi
Jessica Simpson föddes i Abilene, Texas och växte upp i Richardson, en förort till Dallas. Hon är dotter till Joe Simpson (en före detta pastor i baptistkyrkan) och Tina Ann Simpson (en före detta söndagsskolelärare). Simpson har en yngre syster, Ashlee Simpson, som påbörjad en egen musikkarriär i mitten av 2004. Simpson startade sin sångkarriär vid tolv års ålder i kyrkokören hemma i Texas. Vid samma ålder gjorde hon en audition till The Mickey Mouse Club,“I did a dance to ‘Ice Ice Baby’ and an a cappella version of ‘Amazing Grace.’ There were 50,000 kids who auditioned and I got to go to Florida with the final eight.” i vilken framtida rivalerna Britney Spears och Christina Aguilera var med. Simpson var en av eleverna på J.J. Pearce High School i Richardson. 
Hennes talang upptäcktes på ett kyrkläger, där en man som ägde ett litet, kristet, skivbolag blev mycket imponerad av 13-åringens röst. Under de följande tre åren spelades en kristen gospelskiva in, men olyckligtvis lades bolaget ner innan skivan släpptes. Simpson hoppade då av sista året av High School för att turnera med The Christian Youth Conference. Efter konserterna sålde hon och hennes pappa skivor, allt i hopp om att bli upptäckt. 
Tommy Mottola, VD:n för Columbia, som bland annat upptäckt Mariah Carey, kom över ett exemplar av hennes CD och bestämde sig för att satsa på den blonda 15-åringen.

## 1999–2002: Början av karriären
I slutet av 1999 släppte Simpson sin debutskiva Sweet Kisses som nådde plats 25 på den amerikanska Billboard-listan. Albumet blev en succé, det sålde över 2 miljoner exemplar i USA. Första singeln, den platinasäljande "I Wanna Love You Forever" nådde top 5 på Billboard och topp tio i Kanada, Australien samt de flesta europeiska länder. Den andra singeln från skivan, "Where You Are", var en duett med den dåvarande pojkvännen Nick Lachey. Detta var en blygsam radiohit, men Simpson fick sin revansch då tredje och sista singeln från skivan, den glada poplåten "I Think I'm in Love With You", blev en topp-40-hit i USA, Kanada och Storbritannien. År 2000 vann Simpson två Teen Choice Awards för ”Choice Breakout Artist” och “Love Song of the Year” för "Where You Are". Samma år gjorde Simpson ett inhopp i 98 Degrees video till låten "My Everything". 
Under sommaren 2001 släppte Simpson sitt andra album, Irresistible. Skivan nådde plats 10 på Billboard. Trots denna förbättring sedan debutskivan, sålde Irresitible inte lika bra som sin föregångare. Men sina 750 000 sålda exemplar lyckades skivan bara sälja guld i USA. Skivans första singel, med samma namn, nådde topp 20 i USA och Storbritannien, samt topp 40 i Kanada, men blev inte uppmärksammad i övriga Europa. Andra singeln "A Little Bit" lyckades inte ens ta sig in på listorna. Tredje singeln "There You Were" var en duett med  Marc Anthony gick bättre och lyckades ta sig in på topp 20 på Adult Contemporary-listan. 
2002 släpptes en remixskiva vid namn This Is the Remix, vilken innehöll electro/dansremixer av hennes största hits. Skivan floppade i USA och Kanada.

## 2002-2005: Äktenskap och karriärutveckling
Den 26 oktober 2002 gifte sig Simpson med 98 Degrees-sångaren och pojkvännen sedan flera år tillbaka, Nick Lachey. Under sommaren 2003 började parets egen reality-show Newlyweds: Nick and Jessica att spelas in. Serien började sändas några månader senare på MTV. Serien var en enorm framgång och lockade ungefär 1,4 miljoner tittare per avsnitt, men som mest 4 miljoner. Under 2003 släppte Simpson även sin första bok, Jessica Simpson I Do: Achieving Your Dream Wedding. Boken beskrev både hennes eget bröllop samt hjälpte framtida brudar att planera sitt drömbröllop. 
Simpsons tredje album, In This Skin, släpptes den 19 augusti 2003 och debuterade då på plats nummer 10 på The Billboard 200, genom att sälja 64 000 exemplar under första veckan. Skivan släpptes igen den 2 mars 2004, efter att Simpsons realityshow Newlyweds haft premiär.
Det gick då betydligt bättre för albumet, som nådde nummer två på Billboard och senare blev hennes bäst säljande skiva hittills, med över sju miljoner sålda exemplar. Andra singeln från skivan, "With You" blev en enorm hit i USA, och är än idag hennes bäst säljande singel. Skivan innehöll även hitsinglarna "Sweetest Sin", "Take My Breath Away" (en Berlin-cover som nådde plats 20 på singellistan 2004), och Robbie Williams-covern "Angels".
2004 vann Simpson även tre Teen Choice Awards för ”Female Fashion Icon”, ”Breakout Female TV Star” och ”Female Reality/Variety TV Star”. 2005 vann Newlyweds ännu ett Teen Choice Award för ”Favorite Reality Show”, men den slutade att spelas in kort därpå.
Till julen 2005 släppte Simpson en julskiva, ReJoyce: The Christmas Album. Skivan hamnade på 16:e plats på Billboard och sålde 156 000 exemplar under första veckan. Albumet innehöll bland andra "Little Drummer Boy", en duett med systern Ashlee Simpson-Wentz, "Baby It’s Cold Outside", en duett med maken Nick samt en cover på "Breath of Heaven (Mary’s Song)", som Amy Grant en gång spelat in. Skivan fick mycket bra kritik och hade innan årets slut sålt guld.
Under sommaren 2005 spelade Simpson in sin första långfilm, The Dukes of Hazzard. I filmen spelade hon sexiga Daisy Duke mot bland andra Johnny Knoxville. Filmen blev en enorm hit i USA, där den debuterade som etta på biotoppen och så småningom spelade in över 250 miljoner kronor. Filmens soundtrack "These Boots Are Made for Walkin'" sjöngs av Simpson och med hjälp av den sexiga och kontroversiella videon blev det hennes största hit utomlands någonsin. Sången vann även ett Teen Choice Award för ”Favorite Song from a Movie”. Under inspelningen av filmen började romansrykten om Simpson och motspelaren Johnny Knoxville cirkulera. Både Simpson och Knoxville avfärdade ryktena, speciellt då Simpson vid denna tidpunkt fortfarande var gift med Nick Lachey.

## 2006–2007: A Public Affair
Simpsons fjärde studioalbum, A Public Affair, släpptes den 29 augusti 2006 på Epic Records, vilket därmed avslutade hennes samarbete med Columbia Records. Med 101 000 exemplar sålda under sin första vecka, debuterade plattan på plats nummer 5 på Billboard. 
Första singeln från skivan, även den kallad "A Public Affair", debuterade på plats 39, vilket var Simpson högsta debut efter "These Boots Are Made for Walkin'". Sången hamnade på plats nummer 1 på Hot Dance Club Play. 
Utomlands nådde den topp tio i Kanada, på Irland och Filippinerna. Skivan fick även, till skillnad från hennes föregående, mycket bra recensioner. Chefredaktören, Chuck Taylor, på Billboard Magazine kallade skivan ”den perfekta plattan”. Simpson själv beskrev skivan som ”en upp-tempo, party skiva, med några romantiska ballader”.
Videon till sången gjorde även den mycket bra ifrån sig, kanske tack vare lite hjälp från Eva Longoria, Christina Applegate, Christina Millian och Ryan Seacrest, som alla medverkade i den. Andra sången från skivan, balladen "I Belong To Me", debuterade på plats 25 på Billboard Under Hot 100, och klättrade till plats 18 då den kontroversiella videon släpptes.
Skivan har idag sålt totalt 800 000 exemplar, en låg siffra om man jämför med hennes tidigare album.

## 2008–2009: Do You Know
I september 2007 avslöjade Simpsons pappa för tidningen People att ”[Jessica] tänker på att spela in en country-skiva och gå tillbaka till sina rötter, eftersom hon är från Texas”. 
Den första singeln, "Come On Over", läckte ut på nätet den 27 maj 2008 och kort därpå började låten spelas på radio. I USA gjorde singeln bra ifrån sig då den debuterade på plats 41 på Billboard Hot Country Songs.  
Skivan, Do You Know, släpptes den 9 september 2008 och debuterade som etta på Billbords Top Country Album-lista. 
Då skivan släpptes fick utan tvekan det fjärde spåret mest uppmärksamhet. Sången "You’re My Sunday", var en romantisk ballad skriven av Simpson själv till hennes dåvarande pojkvän, fotbollsspelaren Tony Romo. 
Simpson gav sig inte ut på en egen turné för att göra reklam för skivan, istället var hon förband till country-gruppen Rascal Flatts under deras ”Bob That Head Tour” från den 17 januari till den 14 mars 2009. 
Albumets andra singel "Remember That" släpptes den 29 september 2008 och låg som bäst på plats nummer 42 på Billboards Hot Country Songs-lista. Den sista singeln från skivan, "Pray Out Loud", lyckades inte ta sig in på listan. 
Trots en bra start är skivan Simpsons största flopp idag. I USA har albumet sålt 173 000 exemplar och den uppmärksammades inte i övriga världen.

## 2005-2008: Film
Tack vare framgångarna med The Dukes of Hazzard fick Simpson smak för skådespeleriet. Hennes andra film, Employee of the Month, hade premiär den 6 oktober 2006. Trots fruktansvärda recensioner debuterade filmen på plats nummer fyra och drog in 11,8 miljoner dollar under sin första helg. 
Simpsons tredje film, Blonde Ambition, även den en romantisk komedi, hade premiär i december 2007. Filmen hade först premiär i åtta biografer i Texas, eftersom både Simpson själv och hennes motspelare Luke Wilson kommer därifrån. 
Blonde Ambition fick ett mycket svalt mottagande i USA och lyckades endast dra in 6 422 dollar under sin första helg.[källa behövs] Filmen togs dock bättre emot utomlands, i Ukraina låg den etta på biotoppen och drog in 253 008 dollar under sin första helg. 
Simpsons nästa film, Private Valentine: Blonde and Dangerous (som först kallades Major Movie Star), släpptes direkt på DVD den 3 februari 2009. Filmen, i vilken Simpson spelar en bortskämd superstjärna som går med i militären, gjorde även den bra ifrån sig utomlands, och låg etta på filmtoppen i Ryssland och Bulgarien.

## Skilsmässan
I november 2005, efter månader av spekulationer tillkännagav paret Simpson-Lachey att de skulle gå skilda vägar. Paret sa då att det var ett gemensamt beslut på grund av meningsskiljaktigheter och att de fortfarande var goda vänner. Det framgick senare att det var Simpson som valt att lämna sin make. Skilsmässan gick igenom den 1 juli 2006, då Simpson, som under sina fyra år av äktenskap hette Jessica Simpson-Lachey, bytte tillbaka till bara Jessica Simpson. Paret sålde sitt hus i Calabasas till Justin Berfield för lite mer än 29 miljoner kronor. 
Lachey spelade snabbt in skivan What’s Left of Me, på vilken han talade ut om den svåra skilsmässan. I flera intervjuer sa han också att det var Simpson som ville skiljas och inte han. Simpson däremot sa bara att hon fortfarande älskade Nick, men att det var ett val hon gjorde för att kunna vara lycklig. Under månader frossade tabloider i skilsmässan som bland annat prydde US Weeklys framsida fyra gånger på fem månader.

## Andra projekt
Simpson lanserade sin ätbara kosmetikaserie, Dessert Beauty, 2004. Den första serien innehöll en samling av läppglans, whipped body cream, parfym, schampo och så vidare med smakerna "Juicy", "Dreamy" och "Creamy". ”Det är som dessert utan kalorier. Om man inte vill äta godis kan man ändå slicka lite lätt på sig själv då och då, eller att få någon annan att slicka, det är ännu bättre”, sa Simpson då om sin serie. Framgångarna ledde till att en billigare, andra serie, Dessert Treats, snart lanserades. Inom denna serie finns smaker som "Banana Split", "Bubble Gum", "Cotton Candy" och "Lollipop". En tredje serie vid namn Sweet Kisses lanserades 2006 och blev även den mycket populär i USA.
Mångsysslande Simpson lanserade 2006 två klädmärken i USA. På sidan jessicastyle.com fanns både det billigare JS By Jessica Simpson och det dyrare, mer exklusiva Princy. Namnet Princy kommer från Simpsons smeknamn "Prinsessan". Kollektionerna innehöll kläder för vuxna, barn och ungdomar, underkläder, smycken och sportartiklar. 
Simpson skrotade senare ovan nämnda kollektioner och hennes extremt framgångsrika karriär som designer fortsatte istället med hemsidan jessicasimpsoncollection.com, hennes skokollektion, kallad Jessica Simpson Footwear, först premierades. Idag har märket expanderat till solglasögon, klänningar, baddräkter och i vår även underkläder. 
Utöver kläderna, som idag är hennes största inkomstkälla, har Simpson tillsammans med sin frisör och bästa vän Ken Pavés lanserat en linje av extensions som finns att köpa på flera ställen i USA. 
Simpsons lanserade som flera andra stjärnor en parfym under 2008. Fancy öppnar upp med festlig och lekfull lyster av chica sprudlande päron och saftig persikonektar inlindad med glöden av röda frukter för att med hjärtnoterna sedan locka med blommig femininitet av daggig gardenia sammanvävd med nattligt blommande jasmin. Rostade mandlar och kola ger ett lekfullt och utmanande inslag. I baen ligger krämigt sandelträ som är förenat med omfamnande värme från vaniljcreme och ingjuten med Amber kristallers sensuella energi. 
I juli 2009 släpptes stjärnans andra parfym, som ännu inte finns tillgänglig i Sverige. Romantiska Fancy Love doftar persika, bergamott, champagne, lotus, jasmin, mysk och patchouli.
Simpson medverkade 2010 i realityserien The Price of Beauty. I serien, som spelades in under den senare halvan av 2009, fick man följa Simpson och hennes bästa vänner på en road trip runt jorden, där de tog reda på vad det är som folk tycker är skönhet och varför. Simpson provade flera av de chockerande saker kvinnor runt om i världen gör för att göra sig vackra. Showen hade premiär under 2010 i USA på kanalen VH1 och bestod av åtta program.

## Image

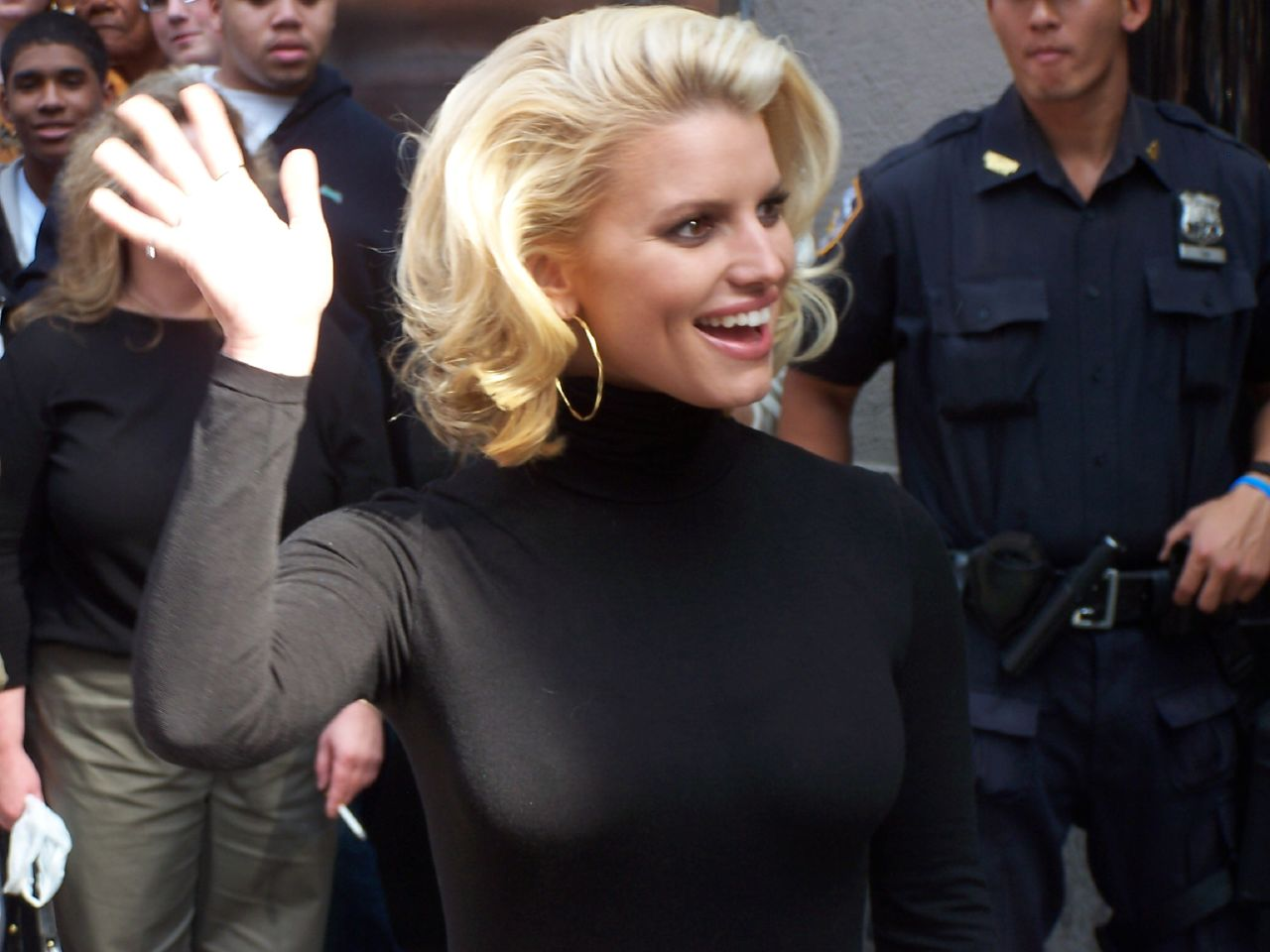

I början av sin karriär, framställdes Simpson, precis som många av sina rivaler, som den snälla, söta, oskulden. Faktum är att hon var oskuld fram till sitt bröllop med Nick Lachey, då hon var 22 år fyllda. Sedan dess har hennes status som sexsymbol ökat betydligt. I januari, 2002, poserade Simpson för Maxim och i samma nummer utnämnde de henne till den 18:e sexigaste kvinnan i världen. Sedan dess har Simpson toppat otaliga listor över världens sexigaste kvinnor. Simpson har även stämpeln ”dum blondin” att dras med, något som hon själv inte håller med om. ”Det började med Newlyweds, men där spelade jag bara inför pubiken”, har stjärnan sagt. Simpsons mamma har avslöjat att dottern har 160 i IQ.

## Nuvarande projekt
Simpson arbetar kontinuerligt för välgörenhetsgruppen Operation Smile, i vilken hon är mycket engagerad.

## Privatliv
Simpson var sedan den 14 november 2010 förlovad med Eric Johnson. De gifte sig 5 juli 2014. 
De har två döttrar (födda 2012 och 2019) och en son (född 2013) tillsammans. 

## Diskografi

### Studioalbum
- 1994 - Jessica (gospelalbum)
- 1999 - Sweet Kisses
- 2001 - Irresistible
- 2003 - In This Skin
- 2004 - Rejoyce: The Christmas Album
- 2006 - A Public Affair
- 2008 - Do You Know
- 2010 - Happy Christmas

### Samlingsalbum
- 2002 - This Is the Remix

### Singlar
- 1999 - "I Wanna Love You Forever"
- 2000 - "Where You Are" (med Nick Lachey)
- 2000 - "I Think I'm in Love with You"
- 2001 - "Irresistible"
- 2001 - "A Little Bit"
- 2003 - "Sweetest Sin"
- 2004 - "With You"
- 2004 - "Take My Breath Away" (Berlin-cover)
- 2004 - "Angels" (Robbie Williams-cover)
- 2004 - "Let It Snow! Let It Snow! Let It Snow!" (promosingel, cover)
- 2004 - "O Holy Night" (cover)
- 2004 - "What Christmas Means to Me" (promosingel, cover)
- 2005 - "These Boots Are Made for Walkin'" (cover)
- 2006 - "A Public Affair"
- 2006 - "I Belong to Me"
- 2007 – "You Spin Me Round (Like a Record)" (promosingel, Dead or Alive-cover)
- 2008 - "Come on Over" (USA Itunes: 24 juni, USA: 7 juli)
- 2008 – "Remember That"
- 2009 - "Pray Out Loud"
- 2010 - "My Only Wish"

## Filmografi (urval)
- 2002–2003 – That '70s Show (TV-serie)
- 2005 – The Dukes of Hazzard
- 2006 – Employee of the Month
- 2007 – Blonde Ambition
- 2008 – Private Valentine - Blonde & Dangerous
- 2010 – Entourage (TV-serie) (1 episod, "Bottoms Up")